# おぼこい魔女はまじわりたい!
『おぼこい魔女はまじわりたい！』（おぼこいまじょはまじわりたい）は、仲邑エンジツによる日本の漫画。『月刊ヤングキングアワーズGH』（少年画報社）にて、2020年11月号から2024年10月号まで連載された。
本作は魔女・魔法・呪術などの設定が登場するが、舞台は現代の日本である。作中世界では、魔女といったものの存在は一般には知られていない。魔女見習いで、一人前の魔女を目指している不登校の少女小森 チカゲ（こもり チカゲ）と、中学生男子である柊木 マコト（ひいらぎ マコト）の関係性を描いている。
2021年10月に、TSUTAYA限定特典付きの第2巻の予約が開始された。BOOK☆WALKER、コミックシーモア、まんが王国で配信されている。

## 登場人物
小森チカゲ（こもり チカゲ）
一人前の魔女を目指す魔女見習いであり、「師匠」と二人暮らしをしている。出自は不明で、本人は両親の顔も知らない。一年生の時に柊木の通う中学に転校してきたが、長く登校してこなかった。妙齢の女子であるが「魔女は裸がユニフォーム」だとして人前に出る時も元々服を着る習慣がなく、柊木やクラスの女子に勧められた服を着ている。魔法を使うことができ、時には悪者だと思った丘村にしびれ薬を飲ませようとしたりもした。描いた方陣の中で誰かとセックスをし、巨大な力を持つ精霊を呼び出して魔女として一人前になる「秘儀」を達成することを目的にしている。セックスの相手は誰でもよく、柊木を誘ったのもたまたま彼が自宅に学校からの届け物に来たからで、彼個人には興味を示していなかった。しかし、彼と接する内に登校意欲が沸き、登校して柊木やクラスメイトと接するにつれ、柊木に惹かれていくと共に、クラスメイトにも心を開いていく。
自宅には鉄の処女や土偶、生きた蛙、あやしげな壺、淫魔が封印された書物などが置かれており、陶芸が得意。人の多い所に行くと落ち着きがなくなり、精神的不安が許容量を超えると座り込んでしまう。
柊木マコト（ひいらぎ マコト）
イモリや昆虫などの生き物が好きな男子中学生。一人前の魔女になることを目的に森の中で自分とのセックスを要求するチカゲを「中学生だしまだ早い」と拒むが、代わりにキスをして、以来チカゲのことを意識している。クラスメイトからはチカゲと付き合っていると思われており、自分自身もどういう関係なのか分かっていなかった。ある時にその関係に迷いを抱いて距離を置こうとしたこともあった。
三枝木アマナツ（さえき アマナツ）
小学3年生の時から柊木と同じクラスの女子であり、「マコ」と呼んで彼に色々と世話を焼いている。体型は控えめ。丘村から気のあるようなそぶりをされているが、あまり関心を抱いていない。
丘村（おかむら）
金髪の男子。彼女がほしいと思っており、「彼女候補」として三枝木を意識している。
安堂
いつも眼帯している男子で柊木のクラスメイト。カオリと距離が近い。
田中ユカ
三枝木の友達の女子。
喜久川カオリ（きくかわ カオリ）
田中の友達の女子で、家は裕福。旅行に行って日に焼けた。
チナミ
三枝木の友達で眼鏡の女子。
師匠（ししょう）
チカゲに魔女としての術を教える小柄な老婆。
ウルチカ
師匠と入れ替わりで現れた先輩魔女。年上だが小柄で幼い外見。魔女協会で運送業務を担当。
マコトの母
マコトの母で、息子とよく似ている。

## 書誌情報
- 仲邑エンジツ 『おぼこい魔女はまじわりたい!』 少年画報社〈YKコミックス〉、全7巻
  1. 2021年4月15日発売[6][7]、ISBN 978-4-7859-6898-4
  2. 2021年11月16日発売[8][9]、ISBN 978-4-7859-7032-1
  3. 2022年6月16日発売[10]、ISBN 978-4-7859-7155-7
  4. 2023年2月16日発売[11]、ISBN 978-4-7859-7326-1
  5. 2023年8月16日発売[12]、ISBN 978-4-7859-7457-2
  6. 2024年3月14日発売[13]、ISBN 978-4-7859-7623-1
  7. 2024年10月16日発売[14]、ISBN 978-4-7859-7785-6